# Muirhead Bone
Muirhead Bone, né le 23 mars 1876 à Glasgow et mort le 21 octobre 1953 à Oxford au Royaume-Uni, est un peintre, graveur et dessinateur britannique.

## Biographie
Après des études à la Glasgow School of Art où il côtoie son futur beau-frère Francis Dodd, Muirhead Bone commence à partir de 1898 à explorer l'art de la gravure. L'architecture et ses paysages sont ses sujets favoris. Artiste officiel de l'armée à partir de mai 1916, il témoigne de la Bataille de la Somme dans un recueil de planches et de dessins intitulé The Western Front et édité en 1917. Plusieurs planches sont consacrées à la vie de l'arrière-front britannique sur le port de Rouen, certaines représentent le champ de bataille dévasté.
Anobli en 1937, il réalise encore des œuvres durant la Seconde Guerre mondiale.

## Œuvres
- Musée d'Elbeuf
  - The Western Front